# Horca

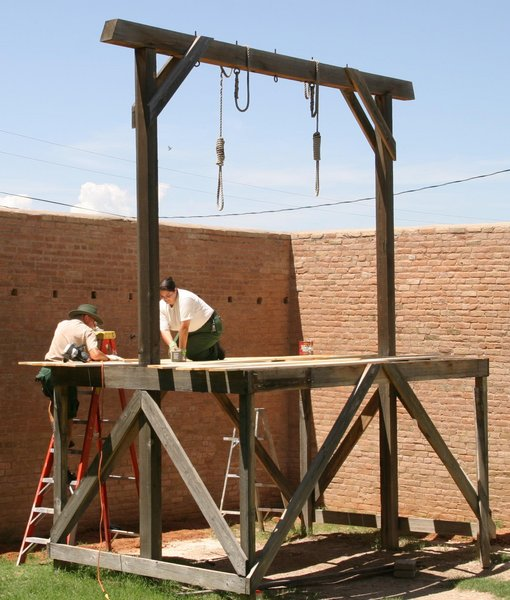
Cadalso con horca.

Una horca (del desusado forca, y este del latín furca, horca del labrador) es un conjunto de tres palos o vigas (dos hincados en la tierra y el tercero por encima trabando ambos), mediante los cuales se ejecutan siendo colgados por el cuello (ahorcamiento) los condenados a esta pena. Las horcas pueden estar instaladas encima de patíbulos. 
Por extensión, se denomina también horca al método de ejecución, homicidio o suicidio consistente en colgar a una persona tras rodearle el cuello con un lazo; la muerte se produce por asfixia o estrangulamiento o, si cae a un hueco por debajo, por la rotura del cuello. 
También se denomina horca al palo que atravesado con otro servía para sujetar por el cuello al condenado y pasearlo, para escarmiento, por las calles.

## Etimología
Se ha dado a este patíbulo el nombre de horca porque antiguamente en lugar de pilares había en cada lado un madero ahorquillado sobre los que descansaba el travesaño del que colgaban los criminales.

## Historia
Parece que la horca no era desconocida por los persas, pues en el Libro de Ester, en la Santa Biblia, Asuero condenó a morir al soberbio Hamán en una horca de cincuenta codos de elevación, la misma que el malvado tenía preparada para el judío Mardoqueo.
Cuando los antiguos decidían ahorcarse vemos que preferían hacerlo de una higuera u otro árbol cualquiera. La historia de Grecia nos dice que habiendo resuelto el filósofo ateniense Timón arrancar una higuera que le incomodaba en su jardín y de la que varios se habían ya ahorcado, hizo anunciar a son de trompeta que si alguno deseaba ahorcarse de ella se diese prisa en hacerlo porque pensaba cortarla cuanto antes.
Los romanos usaban algunas veces el castigo de la horca pero de un modo diferente a nosotros. Desnudaban al reo y, atadas las manos atrás, le metían el cuello dentro de un palo ahorquillado y, suspendido de este modo, le azotaban con varas hasta que moría. Otras veces se contentaban con meter al cuello del reo una especie de horquilla triangular a manera de yugo atándole las manos en el mismo, y de este modo exponerlo a la vergüenza pública, paseándolo por las calles, por el campamento, etc. En este caso, dicho castigo no era de muerte.

## La horca como instrumento de ejecución
La horca puede provocar la rotura del cuello. La horca con plataforma deja inconsciente a la persona, a la que priva de respiración, produciendo una muerte rápida. Pero el mecanismo principal causante de la muerte de la persona es la isquemia que se produce a nivel de la corteza cerebral. La cuerda, situada alrededor del cuello, ejerce una presión que colapsa los vasos del cuello, tanto las venas yugulares como las arterias carótidas. De hecho se han descrito casos de ahorcados traqueotomizados. 
La horca sigue utilizándose como método de ejecución legal en algunos países de Asia y África, como Afganistán, Bangladés, Botsuana, India, Irán, Irak, Japón, Kuwait, Malasia, Nigeria, la Autoridad Palestina, Sudán del sur, y Sudán. En Estados Unidos hay estados que contemplan la posibilidad de la ejecución por horca, pero generalmente se utiliza la inyección letal.